# Émile Galet
Ne pas confondre avec le céramiste Émile Gallé.
Émile Galet, né à Erpion le 13 décembre 1870 et mort le 26 novembre 1940 à Bruxelles, est un lieutenant-général de l'armée belge, aide de camp du roi Albert Ier de 1913 à 1918 et chef d'état-major général de l'armée belge.

## Biographie
Émile Galet (ou Gallet) est le fils de Constantin Gallet, artisan sabotier, et d'Amandine Léonard. Après l'école primaire, il manie le marteau dans l'atelier familial tout en étudiant par ses propres moyens.

### Carrière militaire
À dix-sept ans, il s'engage dans l'armée belge comme simple volontaire dans l'artillerie. Passant par les grades subalternes, il entre à l'École royale militaire puis à l'École de guerre et en sort chef de promotion dans la section artillerie et génie. Mathématicien éminent, il remanie les tables de tir de l'artillerie après en avoir démontré ses erreurs. En 1904, il est capitaine breveté d'état-major. Le 26 décembre 1905, il est capitaine-commandant. Esprit réfléchi et travailleur acharné, il est au côté du prince Albert (futur roi Albert Ier) lors des grandes manœuvres de 1909. En 1907, il est professeur suppléant puis en 1910, titulaire du cours d'art de la guerre à l'École de guerre. Il est également attaché à l'Institut cartographique militaire. Le 28 décembre 1912, il est nommé officier d'ordonnance du roi Albert Ier et, en 1913, est promu commandant. Il était à l'époque opposé à la stratégie d'offensive à outrance prônée par la doctrine de l'armée française de 1911 à 1914. Pour lui, l'offensive n'était possible qu'en s'assurant une supériorité de moyens.

### Première Guerre mondiale
Au déclenchement de la Première Guerre mondiale en août 1914, Émile Galet est aide de camp du roi Albert Ier, commandant en chef effectif de l'armée belge. Durant toute la Première Guerre mondiale, il assume le rôle de proche conseiller militaire du roi Albert Ier. Les observateurs de l'époque reconnaissent que le retrait tactique de l'Armée belge de la Gette à Anvers puis sur l'Yser, fleuve désigné comme ligne de résistance principale lui doivent beaucoup. Il est promu major le 30 avril 1915 et lieutenant-colonel le 26 septembre 1918. Sous les ordres directs du roi Albert Ier, il est l'artisan de la réorganisation de l'armée belge qui devait la mener à la victoire en 1918.

### Après-guerre
À l'Armistice en novembre 1918, le roi le nomme aide de camp honoraire et le met à disposition du ministère des Affaires étrangères comme conseiller technique pour les questions militaires de la délégation belge à la Conférence de la paix de Paris du 12 janvier 1919 qui aboutira au Traité de Versailles. Le 1er mai 1919, il est nommé commandant et directeur à la tête de l'École royale militaire, poste qu'il occupe jusqu'en juin 1926. Il est nommé colonel le 21 septembre 1919. En juin 1926, il est nommé chef d'état-major général de l'armée belge. Le 29 septembre 1926, il est nommé général-major. En 1928, il fait partie de la commission mixte chargée d'élaborer un nouveau statut de la défense nationale dont résulte la loi sur la milice. Le 26 mars 1929, il est promu lieutenant-général. Le 1er janvier 1933, atteint par la limite d'âge, il prend sa pension.

## Hommages et distinctions
La rue principale d'Erpion, son village natal, a été baptisée à son nom. 
Les distinctions suivantes lui ont été décernées :
- Grand cordon de l'ordre de Léopold en décembre 1932 (Belgique)[9] ;
- Grand cordon de l'ordre royal de la Couronne de Yougoslavie en janvier 1933 ;
- Chevalier de l'ordre de Dannebrog en 1914 (Danemark)[10].

## Œuvre
- S.M. le Roi Albert, Commandant en chef devant l’invasion allemande (préface par le Roi Albert Ier), Paris, Plon, 1931, 405 p.